# Provincia de Sefrú
La Provincia de Sefrú (en árabe: إقليم صفرو),es una de las provincias de Marruecos, parte de la región Fez-Mequinez. Tiene 259.577 habitantes censados en 2004. 

## División administrativa
La provincia de Sefrú consta de 5 municipios y 17 comunas:

### Municipios
- Bhalil
- El Menzel
- Imouzzer Kandar
- Ribate El Kheir
- Sefrú

### Comunas
| - Adrej - Ahl Sidi Lahcen - Ain Cheggag - Ain Timguenai - Ait Sebaa Lajrouf - Azzara - Bir Tam Tam - Dar El Hamra - Ighzrane | - Kandar Sidi Khiar - Laanoussar - Mtarnagha - Oulad Mkoudou - Ras Tabouda - Sidi Youssef Ben Ahmed - Tafajight - Tazouta |